# Яхшибоев, Джасурбек
Джасурбе́к Джумабой оглы Яхшибо́ев (узб. Jasurbek Jumaboy oʻgʻli Yaxshiboyev; род. 24 июня 1997, Чиназ, Ташкентская область) — узбекистанский футболист, атакующий полузащитник.

## Клубная карьера
Воспитанник ташкентского «Пахтакора». Играл за молодёжную команду данного клуба. С 2016 года привлекается в основную команду «Пахтакора».
В 2019 году он выступал за АГМК и провёл 9 матчей. В 2020 году был арендован белорусским клубом «Энергетик-БГУ». За «Энергетик» он отыграл 14 матчей, забил 9 голов и сделал 3 голевых передач. В этом же сезоне отправился в аренду в солигорский «Шахтёр». В составе солигорского «Шахтёра» Джасурбек Яхшибоев завоевал титул чемпиона Беларуси сезона 2020 года. С 16-ю мячами Джасурбек стал вторым в списке бомбардиров чемпионата.
В феврале 2021 года Яхшибоев подписал двухлетний контракт с варшавской «Легией». Дебютировал в матче против «Легионовии Легионово» в III лиге Польши за резервный состав «Легии».
В августе 2021 года стало известно, что Яхшибоев подписал контракт с тираспольским «Шерифом» на правах аренды. 12 сентября 2021 года Джасур дебютировал за «Шериф» против команды «Петрокуб», сделав голевую передачу и став автором дебютного гола. 28 сентября 2021 года во втором туре группового этапа Лиги чемпионов забил гол мадридскому «Реалу». Стал победителем Национальный дивизиона сезона 2021/22. В мае 2022 года решил покинуть клуб, так как получал мало игровой практики. В июле 2022 года молдавский клуб по соглашению сторон расторг контракт с игроком.
В июле 2022 года перешёл в узбекистанский клуб «Навбахор» на правах свободного агента.

## Карьера в сборной
В 2016 году сыграл три матча и забил один гол за юношескую сборную Узбекистана до 19 лет. С 2016 года выступает за молодёжную (олимпийскую) сборную Узбекистана. В январе 2018 года вместе с молодёжной сборной Узбекистана выиграл молодёжный Чемпионат Азии.

## Достижения
- Победитель молодёжного чемпионата Азии: 2018
- Бронзовый призёр чемпионата Узбекистана: 2017
- Чемпион Беларуси: 2020
- Чемпион Польши: 2020/21
- Чемпион Молдовы: 2021/22